# Prosaptia alata
Prosaptia alata är en stensöteväxtart som först beskrevs av Bl., och fick sitt nu gällande namn av Christ. Prosaptia alata ingår i släktet Prosaptia och familjen Polypodiaceae. Inga underarter finns listade.